# Královská česká společnost nauk

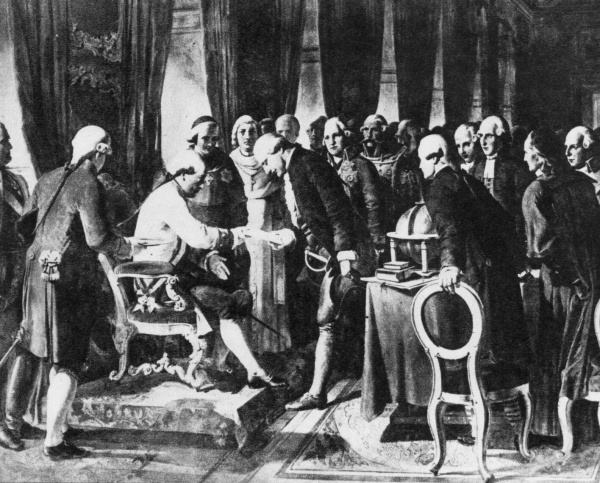
Královská česká společnost nauk

Královská česká společnost nauk (německy Königliche böhmische Gesellschaft der Wissenschaften, latinsky Regia Societas Scientiarum Bohemica) bylo nejstarší sdružení českých vědců, které vzniklo původně v roce 1769 jako Společnost učená. Roku 1784 byla tato společnost se souhlasem císaře přetvořena na Českou společnost nauk a konečně v roce 1790 přejmenována na Královskou českou společnost nauk. V roce 1952 byla včleněna do Československé akademie věd. 
K odkazu Královské české společnosti nauk se hlásí např. Učená společnost České republiky, založená v roce 1994. 

## Historie
Roku 1769 se v českých zemích v okruhu Ignáce Antonína Borna utvořila neformální Společnost učená. Práce jejích členů byly pravidelně publikovány v týdeníku Prager Gelehrte Nachrichten („Učené zvěsti“), který vycházel v letech 1771–1772, především německy.
V roce 1775 se v Praze svým pojednáním o zahrnutí matematiky, vlastenecké historie a přírodní historie (1775–1784) představila „Böhmische Gelehrte Privatgesellschaft“ (Česká učená soukromá společnost). Jednalo se o volné sdružení, které bylo základnou pro vznik České společnosti nauk. Ta vznikla 3. listopadu 1784 se souhlasem císaře Josefa II., který pro ni dal uvolnit sál někdejší jezuitské knihovny a přilehlé místnosti Klementina na Starém Městě pražském. Zde se konala první zasedání členů a společnosti se dostalo pevné organizační struktury. Prvním čestným prezidentem společnosti byl jmenován Karel Egon, kníže z Fürstenbergu, který společnosti věnoval svou přírodovědnou sbírku.
V roce 1790 sál u příležitosti své korunovace českým králem navštívil císař Leopold II. a členy společnosti pozdravil. Navíc schválil přejmenování na Královskou českou společnost nauk.  
Již v letech 1861–1863 navrhl Jan Evangelista Purkyně ve svém pojednání Academia zřízení autonomní neuniverzitní vědecké instituce, která by sdružovala výzkumné ústavy zastupující hlavní obory tehdejší vědy. Tato myšlenka instituce interdisciplinárního výzkumu odpovídá koncepci a struktuře současné Akademie věd.  
Později se zasedání přestěhovala do Lazarské ulice a roku 1891 do nově otevřené budovy Národního muzea na Václavském náměstí.
Pod stejným názvem společnost pokračovala v činnosti i po roce 1918 po vzniku Československa a stejně tak za nacistické okupace, kdy částečně a ilegálně nahrazovala uzavřené vysoké školy. Její činnost byla nuceně ukončena po nástupu komunistů k moci, v roce 1952, kdy všechny její činnosti přebrala a utlumila tehdy vzniklá státní Československá akademie věd.

## Členové
Jedním ze zakládajících členů byl Ignác Antonín Born, ke kterému se později připojil mikulovský rodák Josef von Sonnenfels, Gelasius Dobner, Karel Rafael Ungar, Mikuláš Adaukt Voigt, Karel Jindřich Šteib, František Josef Kinský nebo Ignác Cornova. 
Ke společensky významným osobnostem patřili dále například Bohumír Jan Dlabač, Bernard Bolzano, František Palacký, Josef Dobrovský, matematik a zakladatel pražské univerzitní observatoře Joseph Stepling, Jan Evangelista Purkyně.

## Prezidenti KČSN
Prezidenty Královské české společnosti nauk byli:
- 1784–1787 kníže Karel Egon z Fürstenbergu
- 1784–1789 hrabě Eugen Václav Bruntálský z Vrbna
- 1789–1794 hrabě Prokop Lažanský z Bukové
- 1794–1797 hrabě Franz de Paula Antonín z Hartigu
- 1804–1824 hrabě Johann Rudolf Chotek
- 1825–1861 hrabě František Antonín Kolovrat-Libštejnský

## Předsedové KČSN
Předsedy Královské české společnosti nauk byli:
- 1784 Johann Tessanek
- 1784–1785 hrabě Franz Ernst Schaffgotsch
- 1785–1786 Karel Rafael Ungar
- 1786 Joseph Mayer
- 1786–1787 František Martin Pelcl
- 1787–1788 Antonín Strnad
- 1788 Georg Prochaska
- 1790 Otto Steinbach z Kranichsteina
- 1790–1791 Tobias Gruber
- 1797–1798 Johann Mayer
- 1798–1799 Karel Rafael Ungar
- 1799–1800 Tobias Gruber
- 1800 František Martin Pelcl
- 1801–1802 Tobias Gruber
- 1802–1803 rytíř František Josef Gerstner
- 1803–1804 Ignác Cornova
- 1804–1806 rytíř Josef Mader
- 1806–1807 Martin Alois David
- 1807–1811 Josef Dobrovský
- 1811–1813 František Josef Gerstner
- 1813–1818 Bohumír Jan Dlabač
- 1818–1819 Bernard Bolzano
- 1819–1821 Adam Bittner
- 1821 rytíř Matyáš Kalina z Jäthensteinu
- 1821–1822 Franz Xaver Maximilian Millauer
- 1822–1823 Josef Steinmann
- 1823–1825 Josef Dobrovský
- 1825 František Josef Gerstner
- 1827 Adam Bittner
- 1827 Matyáš Kalina z Jäthensteinu
- 1827–1828 Josef Steinmann
- 1828–1829 Franz Xaver Maximilian Millauer
- 1829–1830 František Josef Gerstner
- 1830 Adam Bittner
- 1832 Martin Alois David
- 1832–1833 Josef Steinmann
- 1833–1834 Josef Ladislav Jandera
- 1834–1835 Julius Vincenc Krombholz
- 1835–1836 František Palacký
- 1837–1838 František Xaver Zippe
- 1838–1839 Michael Seidl
- 1840 Josef Jungmann
- 1841 Matyáš Kalina z Jäthensteinu
- 1841–1842 Jan Svatopluk Presl
- 1841–1845 Bernard Bolzano
- 1844 Václav Hanka
- 1845 Karel Bořivoj Presl
- 1845–1848 Bernard Bolzano
- 1846 Pavel Josef Šafařík
- 1847 Christian Doppler
- 1848 Karel Kreil
- 1849 Josef Redtenbacher
- 1849 Jan Erazim Vocel
- 1850–1851 František Adam Petřina
- 1851–1852 Václav Vladivoj Tomek
- 1852–1853 Karel Jaromír Erben
- 1853–1854 Karel Josef Napoleon Balling
- 1854–1855 Jan Evangelista Purkyně
- 1855–1856 Vilém Matzka
- 1856–1857 August Emanuel Reuss
- 1857–1858 Josef Wenzig
- 1858–1859 Karl Adolf Constantin Höfler
- 1862–1863 Václav Vladivoj Tomek
- 1863–1864 Karel Jaromír Erben
- 1864–1865 Karel Josef Napoleon Balling
- 1865–1866 Vilém Matzka
- 1866–1867 Josef Wenzig
- 1867–1868 Karl Adolf Constantin Höfler
- 1868 Johann Heinrich Löwe
- 1868-1875 František Palacký
- 1875–1888 Josef Jireček
- 1914–1917 Josef Král
- 1917–1932 František Vejdovský
- 1932–1945 Josef Janko